# Рождественский (остров)

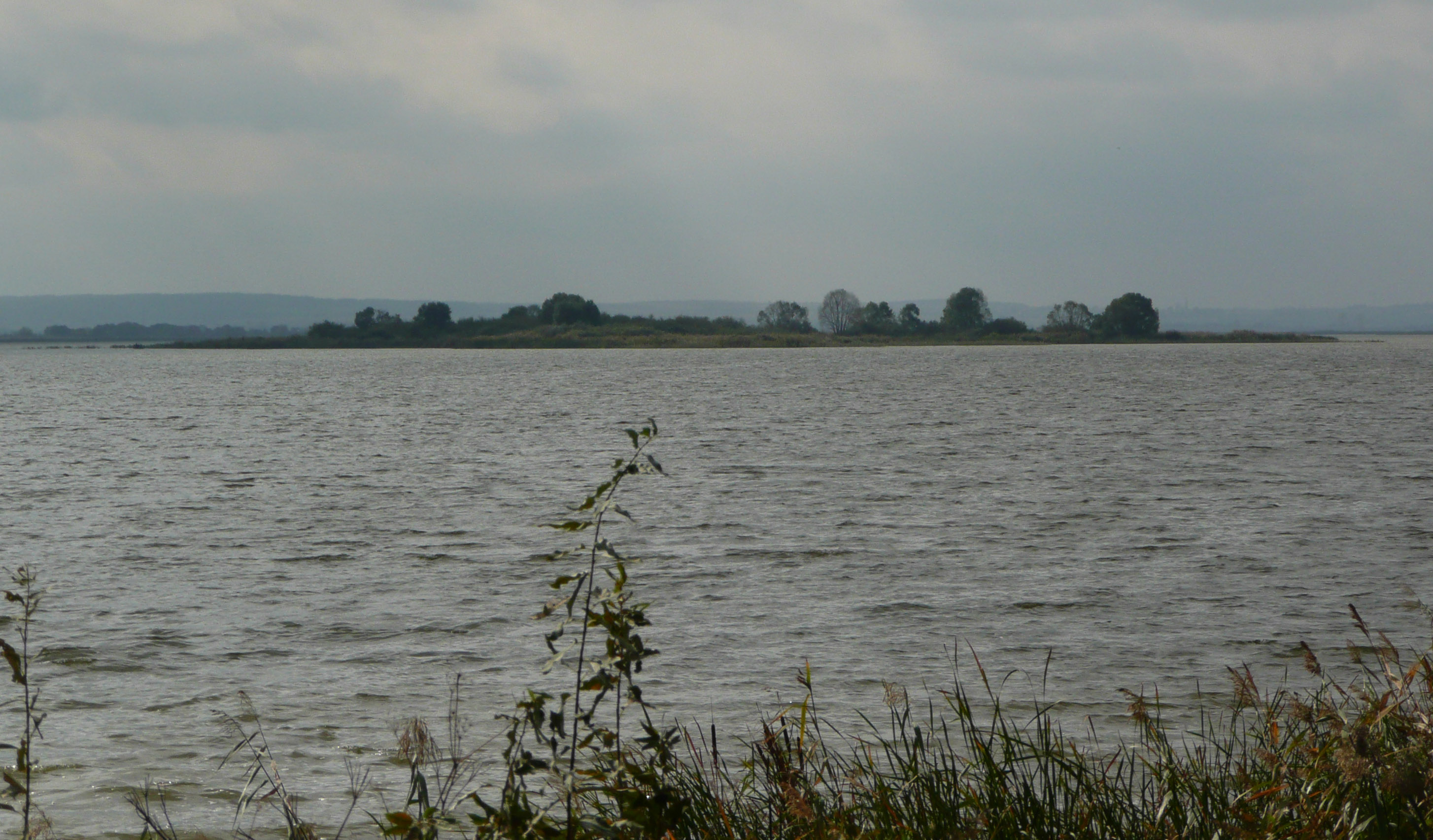
Вид от Рождественского монастыря, которому остров обязан своим названием

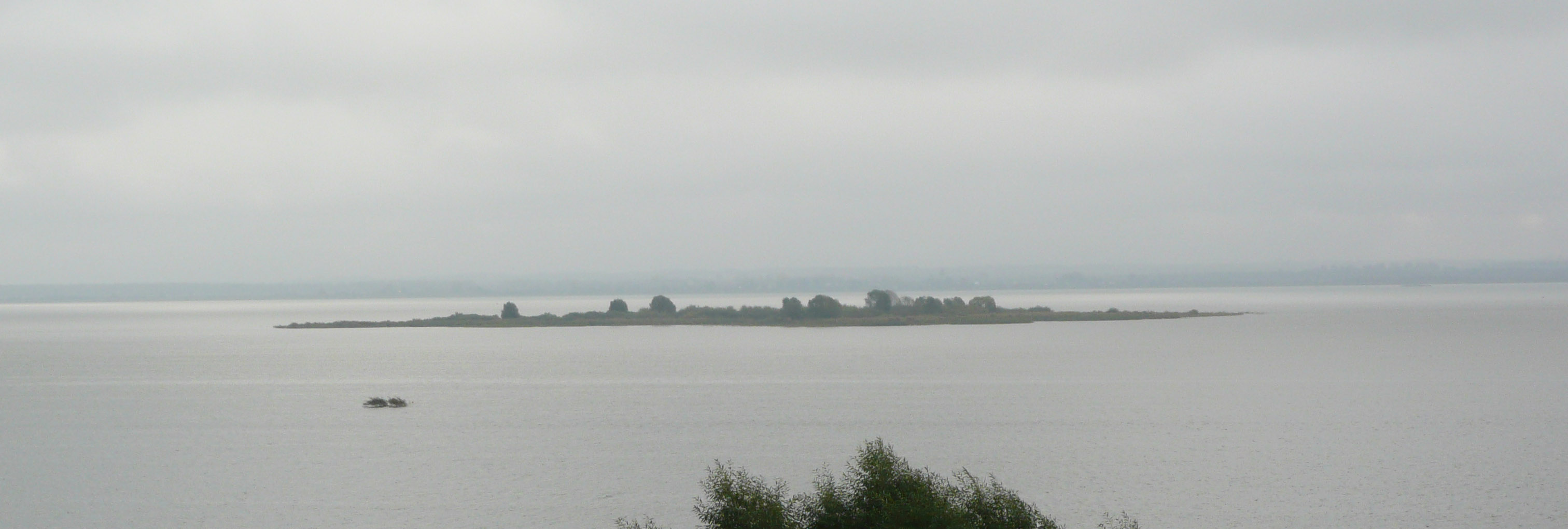
Вид с башни Яковлевского монастыря

Рождественский — низкий заболоченный остров на озере Неро в Ярославской области. Расположен у города Ростова Великого (отсюда обиходное название — «городской остров»).
В геологическом плане — монолит-останец предледникового периода. По мнению Е. В. Плешанова, камень-останец почитался аборигенами края — мерянами.
Археологическое исследование прибрежной полосы принесло древнейшие в округе находки — «изящные наконечники стрел из чёрного кремня, обломок сланцевого топора, кости животных, обломки костяных стрел, кинжалов».
В предреволюционные годы уединённый остров служил местом тайных собраний членов РСДРП.